# Hassan Bubacar Jallow
Hassan Bubacar Jallow (ur. 14 sierpnia 1951 w Bansangu) – gambijski prawnik, główny prokurator Międzynarodowego Trybunału Karnego dla Rwandy od 2003.

## Życiorys
Studiował prawo na Uniwersytecie Dar Es Salaam w Tanzanii (1973), w Nigeryjskiej Szkole Prawa (1976) i na University College London (1978).
W latach 1984–1994 pełnił funkcje prokuratora generalnego i ministra sprawiedliwości Gambii.
Był m.in. ekspertem-prawnikiem Międzynarodowego Trybunału Karnego dla Rwandy i Międzynarodowego Trybunału Karnego dla byłej Jugosławii, a także Organizacji Jedności Afrykańskiej, biorąc udział w pracach nad Afrykańską Kartą Praw Człowieka i Ludów.
W latach 2002–2003 był sędzią Izby Apelacyjnej Sądu Specjalnego dla Sierra Leone.
W październiku 2003 został wybrany na stanowisko prokuratora Międzynarodowego Trybunału Karnego dla Rwandy. Zastąpił na tym stanowisku Szwajcarkę Carlę Del Ponte.

## Odznaczenia
- Komandor Orderu Republiki Gambii[1]